# Region kościelny Sardynia
Region kościelny Sardynia – jeden z szesnastu regionów kościelnych, na które dzieli się Kościół katolicki we Włoszech. Obejmuje swym zasięgiem świecki region Sardynia. 

## Podział
- Archidiecezja Cagliari
  - Diecezja Iglesias
  - Diecezja Lanusei
  - Diecezja Nuoro

- Archidiecezja Oristano
  - Diecezja Ales-Terralba

- Archidiecezja Sassari
  - Diecezja Alghero-Bosa
  - Diecezja Ozieri
  - Diecezja Tempio-Ampurias

## Dane statystyczne
Powierzchnia w km²: 24 453

Liczba mieszkańców: 1 694 573

Liczba parafii: 623

Liczba księży diecezjalnych: 863

Liczba księży zakonnych: 185

Liczba diakonów stałych: 93

## Konferencja Episkopatu Sardynii
- Przewodniczący: bp Antonio Mura - biskup Nuoro i Lanusei
- Wiceprzewodniczący: abp Giuseppe Baturi - arcybiskup Cagliari
- Sekretarz generalny: bp Corrado Melis - biskup Ozieri